# 渡邊大門
渡邊 大門（わたなべ だいもん、1967年10月3日 - ）は、日本の歴史学者、大河ドラマ評論家、コラムニスト、株式会社歴史と文化の研究所代表取締役。
学術論文からライトな歴史好き向けの軽い読み物などの著書を発表している。神奈川県出身、のちに兵庫県、京都府、岡山県、埼玉県で過ごし、現在は、千葉県市川市に在住。

## 経歴
- 1986年 - 兵庫県立三木高等学校普通科卒業。
- 1990年 - 関西学院大学文学部史学科日本史学専攻卒業。
- 2005年 - 放送大学大学院文化科学研究科修士課程修了。
- 2008年 - 佛教大学大学院文学研究科博士後期課程修了、「戦国期赤松氏領国における守護代・国人の研究」で博士（文学）の学位取得。
- 2015年 - 株式会社歴史と文化の研究所代表取締役。

## 著書

### 単著
- 『戦国武将はイケメンがお好き？』（KKベストセラーズ〈ベスト新書〉、2009年）
  - 増補改訂『性と愛の戦国史』（光文社、2018年）
- 『「アラサー」が変えた幕末――時代を動かした若き志士たち』（毎日コミュニケーションズ〈マイコミ新書〉、2009年）
- 『奪われた「三種の神器」――皇位継承の中世史』（講談社現代新書、2009年／草思社文庫、2019年）
- 『中世後期山名氏の研究』(日本史史料研究会、2009年)
- 『戦国大名の婚姻戦略』（角川SSC新書、2010年)
- 『戦国期赤松氏の研究』(岩田書院、2010年)
- 『宇喜多直家・秀家――西国進発の魁とならん』（ミネルヴァ書房〈ミネルヴァ日本評伝選〉、2011年）
- 『戦国誕生――中世日本が終焉するとき』（講談社現代新書、2011年）
- 『中世後期の赤松氏――政治・史料・文化の視点から』（日本史史料研究会、2011年）
- 『戦国の交渉人――外交僧安国寺恵瓊の知られざる生涯』（洋泉社〈歴史新書y〉、2011年）
- 『戦国期浦上氏・宇喜多氏と地域権力』(岩田書院、2011年)
- 『逃げる公家、媚びる公家――戦国時代の貧しい貴族たち』(柏書房、2011年)
- 『大坂落城――戦国終焉の舞台』（角川選書、2012年）
- 『備前浦上氏』<中世武士選書>（戎光祥出版、2012年）
- 『赤松氏五代――弓矢取って無双の勇士あり』（ミネルヴァ書房〈ミネルヴァ日本評伝選〉、2012年）
- 『戦国の貧乏天皇』（柏書房、2012年）
- 『信長政権――本能寺の変にその正体を見る』（河出書房新社・河出ブックス、2013年）
- 『秀吉の出自と出世伝説』（洋泉社〈歴史新書y〉、2013年）
- 『誰も書かなかった黒田官兵衛の謎』（中経出版、2013年）
- 『黒田官兵衛・長政の野望――もう一つの関ケ原』（角川選書、2013年）
- 『黒田官兵衛――作られた軍師像』（講談社現代新書、2013年）
- 『戦国・織豊期赤松氏の権力構造』（岩田書院、2014年）
- 『牢人たちの戦国時代』（平凡社新書、2014年）
- 『人身売買・奴隷・拉致の日本史』（柏書房、2014年）
- 『謎とき 東北の関ヶ原 上杉景勝と伊達政宗』（光文社新書 2014年）
- 『こんなに面白いとは思わなかった! 関ヶ原の戦い』（光文社知恵の森文庫 2015年）
- 『戦国史が面白くなる「戦国武将」の秘密』（洋泉社 歴史新書 2015年）
- 『真田幸村と真田丸 大坂の陣の虚像と実像』（河出ブックス 2015年）
- 『宮本武蔵 謎多き生涯を解く』（平凡社新書 2015年）
- 『【猛】列伝 真田幸村と大坂の陣』（KKロングセラーズ・ロング新書 2015年）
- 『真田幸村と真田丸の真実 家康が恐れた名将』（光文社新書 2015年）
- 『真田幸村のすべて 大坂城決戦！ 真田丸への道』（毎日新聞出版 2015年）
- 『幕末・維新に学ぶ 英傑はいかに困難を乗り越えたか』（歴史と文化の研究所 2016年）
- 『おんな領主井伊直虎』（KADOKAWA 中経の文庫 2016年）
- 『進化する戦国史』（洋泉社 2016年）
- 『井伊直虎と戦国の女傑たち 70人の数奇な人生』（光文社知恵の森文庫 2016年）
- 『戦国武将の「闇」100のミステリー 常識がくつがえる!』（PHP研究所 2017年）
- 『流罪の日本史』（ちくま新書 2017年）
- 『戦国時代の表と裏』（東京堂出版 2018年）
- 『宇喜多秀家と豊臣政権 秀吉に翻弄された流転の人生』（洋泉社 歴史新書 2018年）
- 『山陰・山陽の戦国史 毛利・宇喜多氏の台頭と銀山の争奪』（ミネルヴァ書房 2019年）
- 『光秀と信長 本能寺の変に黒幕はいたのか』（草思社文庫 2019年）
- 『明智光秀と本能寺の変』（ちくま新書 2019年）
- 『関ヶ原合戦は「作り話」だったのか 一次史料が語る天下分け目の真実』（PHP新書 2019年）
- 『本能寺の変に謎はあるのか? 史料から読み解く、光秀・謀反の真相』（晶文社 2019年）
- 『虚像の織田信長 覆された九つの定説』（柏書房 2020年）
- 『清須会議　秀吉天下取りのスイッチはいつ入ったのか？』（朝日新書 2020年）
- 『ここまでわかった!本当の信長 : 知れば知るほどおもしろい50の謎』（光文社知恵の森文庫 2020年）
- 『倭寇・人身売買・奴隷の戦国日本史』（星海社新書 2021年）
- 『関ヶ原合戦全史 : 1582-1615』（草思社 2021年）
- 『戦国大名の戦さ事情』（柏書房 2021年）
- 『豊臣五奉行と家康 関ヶ原合戦をめぐる権力闘争』（柏書房 2022年）
- 『誤解だらけの徳川家康』（幻冬舎新書 2022年）
- 『嘉吉の乱 室町幕府を変えた将軍暗殺』（ちくま新書 2022年）
- 『誤解だらけの「関ヶ原合戦」 徳川家康「天下獲り」の真実』（PHP文庫 2023年）
- 『天下人の攻城戦　城攻めに見る信長・秀吉・家康の智略』（朝日新書 2023年）
- 『戦国大名は経歴詐称する』（柏書房 2023年）
- 『大坂の陣全史 1598-1616』（草思社 2024年）
- 『戦国大名の家中抗争 父子・兄弟・一族・家臣はなぜ争うのか?』（星海社新書 2024年）
- 『播磨・但馬・丹波・摂津・淡路の戦国史: 畿内と中国の狭間で続いた争乱』（歴墾ビブリオ／戦国時代の地域史<2>、法律文化社 2024年）
- 『蔦屋重三郎と江戸メディア史 浮世絵師、ベストセラー作家、瓦版屋の仕掛け人』（星海社新書 2024年）

### 編著
- 『戦国・織豊期の西国社会』（日本史史料研究会 2012年）
- 『真実の戦国時代』（柏書房 2015年）
- 『家康伝説の嘘』（柏書房 2015年）
- 『戦国史の俗説を覆す』編 （柏書房 2016年）
- 『なぜ、地形と地理がわかると戦国時代がこんなに面白くなるのか』編著 （洋泉社 歴史新書 2016年）
- 『信長軍の合戦史 1560-1582』日本史史料研究会監修（編）（吉川弘文館 2016年）
- 『地理と地形で読み解く戦国の城攻め』編著 （光文社知恵の森文庫 2017年）
- 『信長研究の最前線 2 まだまだ未解明な「革新者」の実像』日本史史料研究会監修（編）（洋泉社 歴史新書y 2017年）
- 『織田権力の構造と展開』編著 （歴史と文化の研究所 2017年）
- 『論集赤松氏・宇喜多氏の研究』編著 （歴史と文化の研究所 2017年）
- 『戦国・織豊期の諸問題』編著　（歴史と文化の研究所 2018年）
- 『戦国・織豊期の政治と経済』編著　(歴史と文化の研究所 2019年)
- 『戦国古文書入門』（東京堂出版 2019年）
- 『日本中近世の権力と社会』（歴史と文化の研究所 2020年）
- 『地形と地理でわかる戦国武将と名勝負・名城の謎 : カラー版』（宝島社新書 2021年）
- 『関ヶ原合戦人名事典』（東京堂出版 2021年）
- 『秀吉襲来』（東京堂出版 2021年）
- 『南北朝の動乱 主要合戦全録』（星海社新書 2022年）
- 『諍いだらけの室町時代 戦国へ至る権力者たちの興亡』（柏書房 2022年）
- 『江戸幕府の誕生: 関ヶ原合戦後の国家戦略』（文学通信 2022年）
- 『徳川家康合戦録 戦下手か戦巧者か』（星海社新書 2022年）
- 『戦国史の新論点 平成・令和の新研究から何がわかったか?』（星海社新書 2024年）

### 共著
- 中丸満、吉田渉吾共著・海上知明監修『よくわかる平清盛の真実 日本の英雄になるはずだった男』（ベストセラーズ、2012年）
- 片山正彦、木下聡他共著『考証 明智光秀』（東京堂出版 2020年）

### DVD
- 『歴史探研講座004 宇喜多直家・秀家父子の虚像と実像』（ジャパンライム社、2012年)